# Black Bear
Black Bear es una película de suspenso y drama estadounidense de 2020 escrita y dirigida por Lawrence Michael Levine. Está protagonizada por Aubrey Plaza, Christopher Abbott, Sarah Gadon, Paola Lázaro y Grantham Coleman.
La película tuvo su estreno mundial en el Festival de Cine de Sundance el 24 de enero de 2020 y fue estrenada el 4 de diciembre de 2020 por Momentum Pictures. Filmada en una casa que funciona con energía solar, baterías y generador diésel, la película recibió el "sello verde" de oro de la Environmental Media Association por ser producida de manera totalmente sostenible.

## Argumento
En una casa en un lago remoto en las montañas de Adirondack, una pareja entretiene a una invitada de fuera de la ciudad en busca de inspiración para su realización cinematográfica. El grupo cae rápidamente en un calculado juego de deseo, manipulación y celos, sin darse cuenta de lo peligrosamente intrincadas que pronto se volverán sus vidas en la búsqueda del cineasta de una obra de arte, que desdibuja los límites entre autobiografía e invención.

## Reparto
- Aubrey Plaza como Allison
- Christopher Abbott como Gabe
- Sarah Gadon como Blair
- Paola Lázaro como Cahya
- Grantham Coleman como Baako
- Lindsay Burdge como Maude
- Alexander Koch como Mike
- Jennifer Kim como Nora
- Shannon O'Neill como Simone
- Lou Gonzalez como Chris

## Producción
En julio de 2019, se anunció que Christopher Abbott, Sarah Gadon y Aubrey Plaza se habían unido al elenco de la película, con Lawrence Michael Levine dirigiendo a partir de un guion que él mismo escribió.

### Filmación
La fotografía principal tuvo lugar desde julio a agosto de 2019 en las Montañas Adirondack en Long Lake, Nueva York.

## Lanzamiento
La película tuvo su estreno mundial en el Festival de Cine de Sundance el 24 de enero de 2020. Poco después, Momentum Pictures adquirió los derechos de distribución de la película. Fue lanzada en cines y en formato digital el 4 de diciembre de 2020.

## Recepción
En el sitio web del agregador de reseñas Rotten Tomatoes, la película obtuvo una calificación de aprobación del 88% según 105 reseñas, con una calificación promedio de 7.6/10. El consenso de los críticos del sitio dice: «Una mirada fascinante a las complejidades creativas del mundo del espectáculo, Black Bear es una experiencia provocativa y alucinante, y encuentra a Aubrey Plaza en la cima de su juego». En Metacritic, la película tiene un puntaje promedio ponderado de 79 sobre 100, basado en 23 críticos, lo que indica «críticas generalmente favorables».

## Premios y nominaciones
| Premio                                  | Categoría             | Nominado                | Resultado | Ref(s) |
| --------------------------------------- | --------------------- | ----------------------- | --------- | ------ |
| Indiana Film Journalists Association    | Mejor Actriz          | Aubrey Plaza            | Nominado  | [ 10 ] |
| Festival de Cine de Sitges              | Mejor Película        | Lawrence Michael Levine | Nominado  | [ 11 ] |
| Festival de Cine de Sundance            | Premio NEXT Innovator | Lawrence Michael Levine | Nominado  | [ 12 ] |
| Hollywood Critics Association           | Mejor Actor/Actriz    | Aubrey Plaza            | Ganador   | [ 13 ] |
| Philadelphia Film Critics Circle Awards | Mejor Actriz          | Aubrey Plaza            | Nominado  | [ 14 ] |
| San Diego Film Critics Society Awards   | Mejor Película        | Black Bear              | Nominado  | [ 15 ] |
| San Diego Film Critics Society Awards   | Mejor Actriz          | Aubrey Plaza            | Nominado  | [ 15 ] |
| San Diego Film Critics Society Awards   | Mejor Edición         | Matthew L. Weiss        | Nominado  | [ 15 ] |